# John Hillerman
John Benedict Hillerman (Denison, 20 dicembre 1932 – Houston, 9 novembre 2017) è stato un attore statunitense.
Ha interpretato vari film ma è principalmente noto per il ruolo di Higgins nel telefilm di grande successo Magnum, P.I., per il quale ha vinto un Premio Emmy (nel 1987) e un Golden Globe (nel 1982).

## Biografia
Hillerman nacque nella città texana di Denison (Stati Uniti d'America), unico figlio di Christopher Benedict (proprietario di una stazione di servizio) e Lenora Joan Medlinger. Frequentò l'Accademia militare di St. Xavier e successivamente l'Università del Texas ad Austin, dove si diplomò in giornalismo. Nel 1953 si arruolò nell'Aeronautica militare degli Stati Uniti, dove rimase per quattro anni raggiungendo il grado di sergente. 
Durante il servizio militare frequentò diversi gruppi teatrali. Dopo il congedo, si trasferì a New York per studiare all'American Theatre Wing. Debuttò a Broadway nel 1959, dove si esibì fino al suo debutto nel cinema nel 1970. Ottenne parti (seppure secondarie) in film importanti, come L'ultimo spettacolo (1971), Ma papà ti manda sola? (1972), Lo straniero senza nome (1973), Paper Moon - Luna di carta (1973), Mezzogiorno e mezzo di fuoco (1973) e Chinatown (1974). 

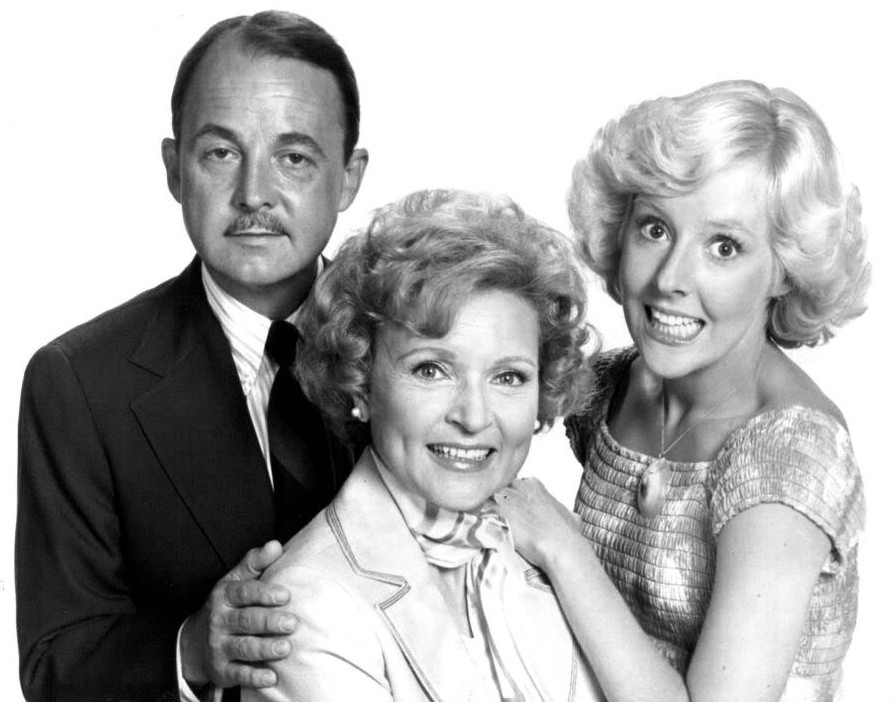
John Hillerman con Betty White e Georgia Engel nel The Betty White Show (1977)

Nel 1975 ebbe un ruolo da coprotagonista nella serie televisiva Ellery Queen, dove interpretò la parte del presuntuoso Simon Brimmer, presentatore di programmi radiofonici, e al contempo investigatore in competizione con Ellery Queen, che egli invano cerca di superare in astuzia e in acume deduttivo nella risoluzione di complessi casi di omicidio. Partecipò come guest star anche ad alcune serie televisive di successo come Kojak, Wonder Woman e Hawaii Squadra Cinque Zero.
La notorietà per Hillerman arrivò nel 1980 con il ruolo da coprotagonista in Magnum, P.I., serie televisiva di successo in cui interpretò fino al 1988 la parte di Jonathan Quayle Higgins III, già sergente maggiore al servizio di Sua Maestà Britannica, responsabile e factotum della tenuta hawaiana dello scrittore Robin Masters e autore di continue angherie su Magnum. In quello stesso ruolo apparve anche in altre tre serie di successo: Simon & Simon (1982), La signora in giallo (1986) e In viaggio nel tempo (1990, tramite immagini di repertorio).
Anche se il doppiaggio italiano non permette di apprezzarlo appieno, Hillerman interpretò il ruolo di Higgins facendo sfoggio di un impeccabile accento britannico, che egli dichiarò di aver sviluppato ascoltando Laurence Olivier, e che spesso usò per giocare degli scherzi ai danni dei fan e dei colleghi. Tom Selleck, parlando del collega in seguito alla sua morte, lo descrive come un gentiluomo d'altri tempi, quasi avesse adottato anche nella vita il ruolo che lo rese famoso. Con il suo accento britannico Hillerman ingannò perfino gli inglesi: sempre Selleck raccontò di come a Londra gli chiesero "Dov'è il britannico, John Hillerman?" e quando lui rispondeva che egli era in realtà texano tutti pensavano che stesse scherzando e che invece l'attore fosse britannico.
Diede in seguito altre interpretazioni più o meno importanti in diversi film ed episodi di serie televisive, ma il personaggio che lo rese famoso probabilmente gli impedì di ottenere ruoli più complessi. Si ritirò dalle scene nel 1999 in una tenuta in Texas, dove ha risieduto fino alla sua morte, avvenuta il 9 novembre 2017 all'età di 84 anni.

## Vita privata
Hillerman non si è mai sposato e non ha avuto figli.

## Filmografia

### Cinema
- Omicidio al neon per l'ispettore Tibbs (They Call Me Mister Tibbs!), regia di Gordon Douglas (1970)
- Io sono la legge (Lawman), regia di Michael Winner (1971)
- L'ultimo spettacolo (The Last Picture Show), regia di Peter Bogdanovich (1971)
- Honky, regia di William A. Graham (1971)
- Ma papà ti manda sola? (What's Up, Doc?), regia di Peter Bogdanovich (1972)
- Il caso Carey (The Carey Treatment), regia di Blake Edwards (1972)
- Il pirata dell'aria (Skyjacked), regia di John Guillermin (1972)
- Funerale a Los Angeles (Un homme est mort), regia di Jacques Deray (1972)
- Il ladro che venne a pranzo (The Thief Who Came to Dinner), regia di Bud Yorkin (1973)
- Lo straniero senza nome (High Plains Drifter), regia di Clint Eastwood (1973)
- Paper Moon - Luna di carta (Paper Moon), regia di Peter Bogdanovich (1973)
- The Naked Ape, regia di Donald Driver (1973)
- Mezzogiorno e mezzo di fuoco (Blazing Saddles), regia di Mel Brooks (1974)
- Il mediatore (The Nickel Ride), regia di Robert Mulligan (1974)
- Chinatown, regia di Roman Polański (1974)
- Un medico a Brooklyn (The Last Angry Man), regia di Jerrold Freedman (1974)
- Finalmente arrivò l'amore (At Long Last Love), regia di Peter Bogdanovich (1975)
- Il giorno della locusta (The Day of the Locust), regia di John Schlesinger (1975)
- In tre sul Lucky Lady (Lucky Lady), regia di Stanley Donen (1975)
- Audrey Rose, regia di Robert Wise (1977)
- Sunburn - Bruciata dal sole (Sunburn), regia di Richard C. Sarafian (1979)
- La pazza storia del mondo (History of the World: Part I), regia di Mel Brooks (1981)
- Zattere, pupe, porcelloni e gommoni (Up the Creek), regia di Robert Butler (1984)
- Gummibärchen küßt man nicht, regia di Walter Bannert (1989)
- Il ritorno della famiglia Brady (A Very Brady Sequel), regia di Arlene Sanford (1996)

### Televisione
- Dolce, dolce Rachel (Sweet, Sweet Rachel) – film TV (1971)
- The Great Man's Whiskers – film TV (1972)
- Sesto senso (The Sixth Sense) – serie TV, 1 episodio (1972)
- F.B.I. (The F.B.I.) – serie TV, 1 episodio (1972)
- Maude – serie TV, 1 episodio (1974)
- Kojak – serie TV, 1 episodio (1974)
- The Law – film TV (1974)
- Mannix – serie TV, 3 episodi (1975)
- The Bob Crane Show – serie TV, 1 episodio (1975)
- Ellery Queen – serie TV, 8 episodi (1976)
- The Invasion of Johnson County – film TV (1976)
- Serpico – serie TV, 1 episodio (1976)
- Wonder Woman – serie TV, 1 episodio (1976)
- Delvecchio – serie TV, 1 episodio (1977)
- L'implacabile (Relentless), regia di Lee H. Katzin – film TV (1977)
- Kill Me If You Can – film TV (1977)
- The Betty White Show – serie TV, 14 episodi (1978)
- Hawaii Squadra Cinque Zero (Hawaii Five-O) – serie TV, 2 episodi (1976-1978)
- A Guide for the Married Woman – film TV (1978)
- La casa nella prateria (Little House on the Prairie) – serie TV, episodio 5x08 (1978)
- Betrayal – film TV (1978)
- Angeli volanti (Flying High) – serie TV, 2 episodi (1979)
- Institute for Revenge – film TV (1979)
- Beane's of Boston – film TV (1979)
- Bolle di sapone (Soap) – serie TV, 1 episodio (1980)
- Il giovane Maverick (Young Maverick) – serie TV, 1 episodio (1980)
- Marathon – film TV (1980)
- Battles: The Murder That Wouldn't Die – film TV (1980)
- Cuore e batticuore (Hart to Hart) – serie TV, 1 episodio (1980)
- Premiata agenzia Whitney (Tenspeed and Brown Shoe) – serie TV, 1 episodio (1980)
- Nobody's Perfect – serie TV, 1 episodio (1980)
- Lou Grant – serie TV, 1 episodio (1980)
- Giorno per giorno (One Day at a Time) – serie TV, 6 episodi (1976-1980)
- I predatori dell'idolo d'oro (Tales of the Gold Monkey) – serie TV, 2 episodi (1982)
- Simon & Simon – serie TV, 1 episodio (1982)
- Gloria Vanderbilt (Little Gloria... Happy at Last) – miniserie TV (1982)
- Love Boat (The Love Boat) – serie TV, 3 episodi (1983)
- Assault and Matrimony – film TV (1987)
- Magnum, P.I. – serie TV, 158 episodi (1980-1988)
- Street of Dreams – film TV (1988)
- Il giro del mondo in 80 giorni (Around the World in 80 Days) – miniserie TV, 3 episodi (1989)
- Hands of a Murderer – film TV (1990)
- La famiglia Hogan (Valery) – serie TV, 13 episodi (1991)
- La signora in giallo (Murder, She Wrote) – serie TV, episodi 3x08– 8x22 (1986-1992)
- Berlin Break – serie TV (1993)

## Riconoscimenti
- Golden Globe
  - 1982 – Miglior attore non protagonista in una serie per Magnum, P.I.
  - 1983 – Candidatura al miglior attore non protagonista in una serie per Magnum, P.I.
  - 1985 – Candidatura al miglior attore non protagonista in una serie per Magnum, P.I.
  - 1987 – Candidatura al miglior attore non protagonista in una serie per Magnum, P.I.
  - 1988 – Candidatura al miglior attore non protagonista in una serie per Magnum, P.I.

- Premio Emmy
  - 1984 – Candidatura al migliore attore non protagonista in una serie drammatica per Magnum P.I.
  - 1985 – Candidatura al migliore attore non protagonista in una serie drammatica per Magnum P.I.
  - 1986 – Candidatura al migliore attore non protagonista in una serie drammatica per Magnum P.I.
  - 1987 – Migliore attore non protagonista in una serie drammatica per Magnum P.I.

## Doppiatori italiani
Nelle versioni in italiano delle opere in cui ha recitato, John Hillerman è stato doppiato da:
- Gianni Marzocchi in Delitto nei quartieri alti, Ellery Queen, In tre sul Lucky Lady, Sunburn - Bruciata dal sole
- Renato Mori in Paper Moon - Luna di carta, Chinatown
- Bruno Slaviero in Magnum P.I. (st. 2-8), La signora in giallo (ep. 3x08)
- Giorgio Gusso ne Il pirata dell'aria
- Arturo Dominici in Mezzogiorno e mezzo di fuoco
- Rodolfo Traversa in Audrey Rose
- Dante Biagioni in Ellery Queen (ep. 5, 6, 7, 10  13, 15, 19, 21)
- Franco Odoardi in La casa nella prateria
- Dario Mazzoli in Magnum P.I. (st. 1)
- Sergio Rossi ne Il giro del mondo in 80 giorni
- Sergio Tedesco in La signora in giallo (ep. 8x22)